# Stefano Bersani
Stefano Bersani (Melegnano, 29 marzo 1872 – Lora, 20 luglio 1914) è stato un pittore e decoratore italiano.

## Biografia
Si formò all'Accademia delle belle arti di Milano, dove fu discepolo di Giuseppe Bertini, e collega e amico di Carlo Bazzi. Partecipò con successo alla Prima Triennale, vincendo il Premio Mylius grazie al suo quadro “Il taglio del grano”, oggi esposto nella Pinacoteca di Brera. Con la sua più celebre opera “L’Antro” vince il Premio Fumagalli (1895), d'impostazione accademica e centrata sui temi da lui già prediletti all'epoca, come una certa cura per l'impostazione degli interni. Si dedicò successivamente all'arte sacra ed ai soggetti di paese, influenzato indirettamente dal pittore francese Jean-François Millet, visibile nelle opere “Il tempo non fa giudizio” e “Per oggi basta”... si appassionò e lavorò anche con le arti decorative e all'architettura degli interni.
In vita ebbe parecchie esposizioni in Italia, a Parigi e persino negli Stati Uniti.